# 倒刺

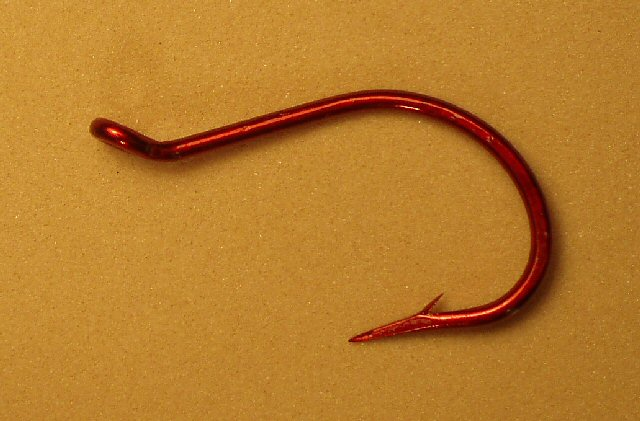
带有倒钩的鱼钩

倒刺（barb）是穿透性物体（比如长矛、箭头、鱼钩、鱼叉等）的尖端附近侧面的尖锐凸起，与尖端的方向通常相反。当尖端刺入目标后，倒刺会反刺并钩挂住周边的目标组织，增加尖端拔除的难度，或者增加拔出时造成的创伤。